# Кармелит
«Кармели́т» (ивр. כרמלית‎) — средство подземного общественного транспорта в израильском городе Хайфе. Название происходит от горы Кармель, в которой проложен тоннель.
Принцип действия — фуникулёр.
Строительство «Кармелита» велось с 1956 года, в 1959 году он был открыт для пассажиров, а в 1986 году закрыт на реконструкцию, после реконструкции, в 1992 году, вновь запущен в эксплуатацию.
После пожара в 2017 году его работа вновь была остановлена для проведения новой реконструкции. Открытие обновлённого «Кармелита» состоялось 4 октября 2018 года. За то время, что линия была закрыта, вся её инфраструктура подверглась модернизации. Дневной пассажиропоток после открытия составляет около 4 тысяч пассажиров.

## Описание
На линии «Кармелит» 6 станций. Длина её трассы составляет 2 км, включая станции, или 1 км 803 м без учёта станций.
Линия «Кармелит» — однопутная, с коротким двухпутным участком между станциями «А-Невиим» и «Массада», позволяющим разъезжаться встречным поездам. На линии одновременно находятся два двухвагонных состава. Кондиционированные вагоны установлены на стандартных железнодорожных колёсах и двигаются по обычному (не зубчатому) рельсовому пути.
Вагоны не имеют собственных моторов, и их движение обеспечивается с помощью тяговых тросов. В каждом поезде присутствует машинист, осуществляющий местный контроль, но не ведущий поезд. Тяговые тросы диаметром 53 миллиметра изготовлены из стали, каждый состав также оснащён противовесами общей массой 28 тонн, крепящимися к нему 30-миллиметровым стальным тросом. Электромотор (начальная мощность 1350 лошадиных сил), приводной вал диаметром 5,5 метров и диспетчерская расположены на верхней станции («Мерказ а-Кармель»), где также размещены системы управления. На станции «Нижний город» размещаются депо и ремонтные мастерские.
Поскольку оба поезда соединены тросом, они останавливаются одновременно и на одинаковых расстояниях от концов линии; этим продиктовано расположение станций. И платформы, и полы вагонов имеют ступеньки, однако уклон трассы различен на разных её участках, поэтому пол вагона всегда несколько наклонён — в разные стороны на разных станциях.
Управление полностью автоматизировано; специально разработанная компьютерная система даже регулирует интервал движения поездов, считывая данные с турникетов и уменьшая интервал движения в случае загруженности линии. На водительских кабинах размещены видеокамеры, передающие изображение в режиме прямой трансляции на пульт машиниста и на экран в диспетчерской. В кабине машиниста и в диспетчерской также установлено оборудование для контроля за движением и остановкой поездов, а аварийная остановка может быть совершена и пассажирами.
Поезда обязательно останавливаются на каждой станции, но принудительное открытие дверей не используется. Для открытия дверей как на вход, так и на выход необходимо нажать на расположенную в центре двери кнопку. На конечных станциях вход и выход производятся с разных сторон вагона.

### Классификация
Один из вопросов, возникающих вокруг «Кармелита», — это вопрос о правомочности называть его терминами «метро» или «метрополитен». «Кармелит» нередко упоминается как метрополитен, хотя технически он является фуникулёром. Зачастую слова «метро» и «фуникулёр» находятся на одной строке.
По версии Книги рекордов Гиннесса, это самая короткая действующая подземная система в мире.

## История

### Возникновение идеи и строительство «Кармелита»
Планы транспортной связи между Нижним городом Хайфы, расположенным у моря, и кварталами, возникающими вверх по склону горы Кармель, рассматривались британскими властями в Палестине и руководством еврейского ишува начиная с 1919 года. Среди разработчиков планов были такие известные деятели, как Артур Рупин и Пинхас Рутенберг. В числе выдвигавшихся предложений была и идея соединения разных уровней с помощью фуникулёра длиной до 12 километров, но ни одно из них так и не было реализовано до получения Израилем независимости.
В начале 1950-х жизнь в Хайфе проходила на трёх разных по расположению на горе Кармель уровнях: на побережье, в Нижнем городе, находился деловой центр Хайфы; на плато, в районе «Адар», находились мэрия, культурный центр города и высшее учебное заведение «Технион»; а гребень горы венчал бурно развивающийся жилой район Кармель. Учитывая крутые склоны горы Кармель и узкие улочки района «Адар», автобусное сообщение, соединяющее все три уровня, было достаточно проблематичным — даже в наши дни поездка из центра района Кармель в Нижний город занимает не меньше получаса в случае отсутствия пробок. Поэтому возникла нужда создать новый вид транспорта, облегчающий путь между этими центрами городской жизни. Тогдашний мэр Хайфы Аба Хуши проявил инициативу создания этого транспорта. Ввиду того что прокладка наземной железной дороги или канатной дороги была сопряжена с необходимостью выкупа земли, разрушения существующей застройки и прочими неудобствами для населения города, в качестве такого средства транспорта был выбран транспорт подземного залегания.
Принципиальное решение о необходимости нового вида транспорта в Хайфе было принято в 1953 году. Были начаты переговоры со швейцарскими банками и швейцарской вагоностроительной фирмой Von Roll, но в итоге они ни к чему не привели. В октябре 1955 года в Хайфу прибыла делегация французской фирмы «Дюнкеркуаз» (фр. Compagnie Dunkerquoise D’Enterprises, S.A.), которая включала в себя главного инженера Парижского метрополитена г-на Жака Гастона, главного инженера компании «Дюнкеркуаз», представлявшего также «Исследовательский институт путей сообщения» (фр. SociétéÉ d´etudes de transports et de communications, S.A.), и главу «Французской компании международных контрактов». Разработка предварительных планов строительства была возложена на инженеров компании «Дюнкеркуаз» при содействии инженеров Парижского метрополитена, и в конце декабря 1955 года в хайфский муниципалитет был передан подробный технический документ, описывающий строительство «Кармелита». Французская сторона также соглашалась предоставить двухмиллионный кредит на строительство.
1 января 1956 года на заседании муниципалитета было принято решение о создании муниципальной комиссии из 7 человек, которая должна была проверить предоставленный план и сделать свои выводы. После обсуждений и переговоров с французской компанией «Дюнкеркуаз» было решено принять предоставленный план в полном объёме, и 2 февраля 1956 года между комиссией и компанией был подписан договор о проведении работ по строительству «Кармелита», при условии ратификации муниципалитетом и правительством. 12 февраля 1956 подписанный договор был ратифицирован муниципалитетом Хайфы, а 23 марта — утверждён министром внутренних дел, при предварительном согласии министерства финансов. 13 июля 1956 года была проведена церемония закладки краеугольного камня «Кармелита» на площади «Кикар Ха́мра» (ныне «Кика́р Пари́з» — Парижская площадь).
Вагоны, изготовленные французской компанией «Alstom», прибыли в Хайфский порт в 1959 году. Строительные работы несколько задержались по техническим причинам (в том числе — из-за аварии, произошедшей во время одной из первых проверочных поездок, и из-за инженерных сложностей, возникших при прокладывании туннеля), но тоже были завершены в 1959 году. Всего было изъято 51 000 кубометров грунта.
6 октября 1959 года, в 5:30 утра, «Кармелит» начал свою работу — без какой-либо церемонии открытия, чтобы первые пассажиры новой подземной линии могли успеть на работу. Официальная церемония открытия «Кармелита» была проведена 21 октября 1959 года. На ней присутствовали премьер-министр Израиля Давид Бен-Гурион, министр путей сообщения Моше Кармель и министр внутренних дел Бэхор Шитрит. Премьер-министру была предоставлена честь перерезать ленточку.
Общая стоимость реализации проекта составила 5,9 миллиона долларов (11 миллионов 340 тысяч израильских лир). Это почти вдвое выше первоначально фигурировавшей в контракте суммы в 3,5 миллиона долларов и почти в полтора раза выше ориентировочного потолка в 4,2 миллиона долларов. Такая высокая стоимость тоже связана с техническими трудностями, возникшими при горнопроходческих работах.

### Эксплуатация в 1959—1986 годах
В то время поездка на «Кармелите» оплачивалась специальными жетонами, продававшимися кассирами в кассах, расположенных на каждой станции. Жетоны компостировались при входе на платформу контролёрами; при компостировании на жетоне выбивалось название станции назначения.
В январе 1960 года из-за оборвавшегося электрического кабеля поезда не затормозили на конечных станциях и врезались в ограничивающие стены туннеля. Жертв не было, но был причинён лёгкий ущерб стенам туннеля и подвеске вагонов. Из-за этого события в феврале было принято решение снизить скорость движения составов на конечных станциях и на разъезде (между станциями «А-Невиим» и «Массада»), и поездка от конечной до конечной станции стала занимать 7 минут вместо запланированных 6. После вызванного этим решением трёхнедельного перерыва «Кармелит» возобновил свою работу 17 марта 1960 года, с установленными часами работы 5:30 — 24:00, 6 поездок в час в каждом направлении.
В пятницу 24 ноября 1961 года, во время проведения плановых работ по замене тягового каната, два вагона, припаркованных на станции «Ган а-Эм» (сегодня «Мерказ а-Кармель»), сорвались с тормозов и покатились вниз. Вагоны докатились 660 метров до станции «Массада», где сошли с рельсов и перевернулись. В катастрофе пострадали оба вагона и платформа станции. После более чем двухмесячного ремонта «Кармелит» вновь открылся 8 февраля 1962 года.
Уже зимой 1963 года из-за дождей, поднявших уровень подземных вод, начал проседать участок пути между станциями «А-Невиим» и «Массада». Ремонтные работы были успешно выполнены специалистами «Техниона»: в зоне проседания были вбиты в почву алюминиевые электроды длиной 1,5 метра и толщиной 6 сантиметров, после чего через них был подан постоянный ток и закачан содосиликат Na2SiO3 (т. н. «техника электросилицирования»). Проседание было успешно остановлено; качество ремонтных работ выдержало проверку дождливой зимой 1964 года.
В результате событий 1963 года было принято решение о создании подземной ремонтной мастерской и подземного депо на станции «Парижская площадь» (сегодня «Нижний город»). В апреле 1966 года среди строительных компаний были опубликованы условия аукциона, а летом того же 1966 года в процессе подготовки к строительству в районе станции «Парижская площадь» были перенесены канализационные и другие коммуникации. Строительство было начато весной 1967 и завершено в феврале 1968 года (некоторые работы продолжались до мая 1968). У «Кармелита» появились подземное депо и ремонтная мастерская, где можно было выполнять сложные ремонтно-восстановительные работы, не мешая пассажиропотоку.
Во время работ над инфраструктурой система «Кармелита» ещё раз вышла из строя: это произошло 15 июля 1967 года в результате проникновения грунтовых вод в систему противовесов на станции «Парижская площадь» (сегодня «Нижний город»). Из-за поломки помп ремонт занял 6 дней.
После окончания строительства депо, позволявшего вести длительные ремонтные работы, было решено обновить парк поездов, работающих почти без перерывов с 1959 года, и был заказан дополнительный состав (тендер на создание нового состава выиграла французская компания CIMT). Между 1968 и 1974 годами были выполнены ремонтно-восстановительные работы обоих старых составов и заменён канат (замена каната заняла всего три дня).

### Реконструкция 1990-х
В 1986 году правительственный контролёр систем общественного транспорта опубликовал заявление, в котором указывал, что техническое состояние «Кармелита» делает поездку в нём опасной. Деятельность «Кармелита» была приостановлена для ремонта на две недели 7 марта 1986 года, и с тех пор вплоть до завершения реставрации он практически не открывался для доступа пассажиров. 19 декабря 1986 года, после 27 лет эксплуатации, «Кармелит» был окончательно закрыт из-за технических проблем со всеми шестью вагонами и рельсовым путём, а также из-за аварийного состояния всех станций.
Начиная с 1986 года, мэрия Хайфы получала предложения от всевозможных источников с предложениями реставрировать «Кармелит». Среди таких источников можно упомянуть испанскую правительственную компанию Inrail и немецкую компанию «Дикхоф Вейцман», однако ни одно из этих предложений не было реализовано.
В январе 1988 года мэрией Хайфы был организован международный тендер, сформулированный как «Конкурс на реставрацию и улучшение хайфской подземной дороги, включая туннель и станции». Из десяти компаний, затребовавших дополнительные материалы, в конкурсе приняли участие две:
- французская компания Saes предложила провести восстановительные работы за 26 месяцев, затратив сумму в 29,6 миллиона шекелей (по ценам 1988 года);
- швейцарская фирма Von Roll, поначалу исходившая из ошибочного предположения, что речь идёт о фуникулёре, предназначенном для перевозки туристов на горнолыжной базе, а не о средстве общественного транспорта, играющем важную роль в транспортной жизни города, предложила провести работы за срок 16 месяцев и за сумму 23 миллиона шекелей. Когда ошибка вскрылась, декларированная сумма была изменена на 23 миллиона долларов (по ценам 1988 года — разница примерно в 2 раза)[6].

Кроме того, на конкурс выставила своё предложение компания «Кармельтон», осуществлявшая эксплуатацию «Кармелита» до 1988 года, с предложением на сумму в 9 миллионов долларов. Сознавая собственную некомпетентность в сфере подземного транспорта, мэрия Хайфы обратилась к консультационной компании Tecnitas (ныне подразделение Bureau Veritas) с целью определить победителя в конкурсе. Та за 200 000 французских франков оценила все предложения и рекомендовала воспользоваться услугами швейцарской компании Von Roll. В декабре 1988 года муниципалитет Хайфы сообщил компании Von Roll о выигрыше.
В 1989 году министерство транспорта заказало израильскому институту исследования и проектирования транспортных систем в Технионе отчёт, отвечающий на вопрос необходимости восстановления «Кармелита». Отчёт однозначно показал, что восстановление «Кармелита» не решит проблему общественного транспорта в Хайфе и не приведёт к освобождению улиц города от пробок.
Тем не менее, вопреки всем ожиданиям, мэрия Хайфы решилась на реконструкцию линии «Кармелита», подписав контракт со швейцарской фирмой Von Roll. 22 августа 1989 года был принят и направлен в экономическую организацию Хайфы план работ, описывающий процесс восстановления «Кармелита» на протяжении 20 месяцев, с 29 октября 1990 года, когда будет дан старт процессу реконструкции. Стоимость проекта была оценена в 27—28 миллионов долларов. Хайфское общество с ограниченной ответственностью «Пинхас Коэн Италика» (ивр. פנחס כהן איטליקה בע"מ‎) подписало договор с Экономической организацией Хайфы на поставку керамической отделки для шести станций «Кармелита». Стоимость работ должна была составить 400 тысяч долларов.
Пока шли эти процессы, «Кармелит» оставался закрыт для пассажиров. Шесть работников «Кармелита» ежедневно спускались на свои рабочие места и запускали поезда. Каждый день поезда выполняли две поездки, чтобы предотвратить окончательный выход системы из строя. Кроме того, включались эскалаторы, освещение на станциях; работали общественные туалеты на станциях «Ган а-Эм» и «А-Невиим».
По плану окончание работ было запланировано на май 1992 года, и 1 июня должна была состояться торжественная церемония открытия. Однако когда вагоны погружались в туннель, произошла тяжёлая авария, потребовавшая длительного ремонта, который продолжался почти два месяца и включал заказ запасных частей из Швейцарии. Компания Von Roll обязалась выплатить неустойку в 5000 долларов за каждый день задержки.
Церемония открытия была проведена 28 июля 1992 года на станции «Ган а-Эм» (сегодня «Мерказ а-Кармель»), в присутствии премьер-министра Израиля Ицхака Рабина и мэра Хайфы Арье Гурэля. С 28 августа 1992 года «Кармелит» закрылся на 2 недели для окончательной проверки экономической организацией Хайфы (в течение месяца после официального открытия эксплуатацию системы осуществляла фирма Von Roll).

### После реконструкции
В 1990-х вся система хайфской «подземки» работала под управлением 22—25 человек; к 2002 году количество работников сократилось до семнадцати.
Во время Второй Ливанской войны между Израилем и террористической организацией «Хезболла» в июле—августе 2006 года станции «Кармелит» служили общественными бомбоубежищами. Они были открыты круглосуточно, вход на станции был свободным.
С 11 апреля 2010 года «Кармелит» был закрыт на одну неделю, до 18 апреля, для проведения масштабных ремонтных работ рельсового полотна. В бетонной подложке под рельсами образовались глубокие трещины, для заделывания которых не хватает мелкого ремонта, производимого в пятницу и в субботу, когда «Кармелит» не работает; поэтому на некоторых участках трассы рельсы были сняты, а бетонное покрытие — полностью заменено. По словам директора «Кармелита» Авишая Адара, закрытие метро на столь долгий срок было связано с тем, что новое бетонное покрытие должно высохнуть, а в тоннеле этот процесс требует большего времени.
В феврале 2012 года время работы «Кармелита» в будние дни было продлено до полуночи. Линия, ранее закрытая по субботам и праздникам, с этого момента также работает на исходе субботы.
С марта по июль 2015 года «Кармелит» был закрыт в связи с заменой каната, приводящего в движение вагоны.

### Пожар на «Кармелите»
4 февраля 2017 года на нижней конечной станции «Кикар Париз» (сегодня «Нижний город») произошёл пожар. В этот день «Кармелит» не работал по причине субботы, поэтому пострадавших не было, однако были серьёзно повреждены один из двух поездов, канат и все станции вверх по тоннелю.
Открытие «Кармелита» после реконструкции состоялось 4 октября 2018 года. Новое оборудование, которое поставлено австрийско-швейцарской группой Doppelmayr Garaventa, имеет усовершенствованную систему пожаротушения.

## Тенденции и перспективы развития
Когда «Кармелит» только строился, он соединял три самых главных городских района: спальный Кармель, центр образования и культуры Адар и деловой Нижний город, выходя прямо к автовокзалу на Парижской площади. Однако с 1950-х годов география Хайфы сильно изменилась: черта заселения продвинулась далеко на юго-восток; Технион и Хайфский университет были переведены с Адара в собственные кампусы выше по склону горы. Район «Кармель» стал географическим центром города и культурным центром городской жизни в связи со строительством бульвара Луи (см. Кармель), концертного зала «Аудиториум» и кинотеатра «Синематек». Адар стал дешёвым районом, в котором, из-за близости биржи труда и рынка, селилось много иммигрантов. Дешевизна жилья привлекла другие малоимущие слои населения — харедим и арабов. В 1980-е годы начался отток филиалов крупных торговых сетей из этого района, усилившийся в следующее десятилетие, а в начале нового века из Адара были переведены ближе к Нижнему городу правительственные учреждения, что в свою очередь повлекло потерю постоянной клиентуры для маленьких кафе и магазинов. Затем, в связи с перемещением границ Хайфы ещё дальше на юго-восток, и Кармель потерял свою привлекательность в качестве культурного центра.

## Экономические особенности
В течение продолжительного времени для поездок на «Кармелите» использовались билеты, которые не принимались в автобусах, и наоборот. В течение ограниченного опытного периода продавались билеты, годящиеся для поездки на «Кармелите» и на автобусе, но они стоили дороже, чем один билет на «Кармелит» или на автобус, поэтому экономить могли только люди, едущие с пересадкой. Так как автобусное сообщение в Хайфе поставлено очень хорошо, и от любой станции «Кармелита» до любой другой станции можно добраться на автобусе (хотя и за более долгое время), но при этом на автобусе можно доехать туда, куда на «Кармелите» добраться нельзя, пользование «Кармелитом» было невыгодно экономически. Существовали планы резкого временного снижения цен на проезд на «Кармелите», которое, в сочетании с программой агитации и пропаганды этого экологически чистого и безопасного транспорта, должны были привлечь новых пассажиров. Проведённый в 2001 году опрос, в котором участвовала почти тысяча пассажиров «Кармелита», показал, что как изолированная транспортная линия он не может быть удобным для пассажиров; для того, чтобы сделать его экономически прибыльным предлагалась интеграция с системами автобусного транспорта и строившейся системой «Метронита»; другим возможным вариантом было названо ограничение парковочных мест в центре города, которое заставило бы его жителей и посетителей более активно использовать общественный транспорт в целом и «Кармелит» в частности. С 1 января 2017 года месячные проездные билеты на автобус действуют и на «Кармелите». По состоянию на 2019 год проезд на «Кармелите» возможен как по одноразовым билетам, так и с использованием транспортных карт «Рав-кав», на всех станциях имеются кассы по их пополнению.
С марта 2021 года стала доступна оплата проезда через приложения «ха-Тахана» («Станция») министерства транспорта и три лицензированных приложения Movit, «Рав-пас» и ANY-WAY.
Если в 1960-е годы «Кармелит» перевозил 15 тысяч пассажиров в день, то в 2006 году их число упало до 2000, что при прохождении маршрута раз в десять минут составляло около десяти пассажиров за рейс, тогда как вместимость поезда — 400 человек. Чтобы быть финансово рентабельным, «Кармелит» (бюджет которого составляет 5 миллионов шекелей, из которых 900 тысяч приходятся на обеспечение безопасности) должен был перевозить в середине 2000-х годов 4000 пассажиров в день — вдвое больше, чем в реальности. Поэтому «Кармелит» является убыточным предприятием; по оценке мэрии Хайфы, функционирование линии привело к потерям в 191 миллион шекелей в период с его открытия после реконструкции в 1992 по 2003 год (только за 2003 год дефицит бюджета компании составил более 11,5 миллионов шекелей). В связи с убыточностью и низким пассажиропотоком время от времени в мэрии Хайфы возобновляются разговоры о возможности закрытия «Кармелита».
Перевозки субсидируются из бюджета. За каждого из первых 700 тысяч пассажиров в год муниципалитет Хайфы получает от министерства транспорта 6,45 шекеля. За каждого дополнительного пассажира «Кармелита» сверх этой цифры — 1,17 шекеля. В 2022 году система перевезла 1,2 млн человек.
Возможное улучшение тяжёлого экономического положения «Кармелита» связывают со строительством крупного комплекса правительственных учреждений в Нижнем городе, недавно оконченной модернизации железнодорожной станции «Хайфа-центральная», запланированного ограничения доступа частному транспорту в район «Адар» и запланированного подведения линии BRT «Метронит» из городов-сателлитов Хайфы к станциям «Нижний город» и «А-Невиим». Это объединит «Кармелит», «Метронит» и ныне существующую железнодорожную сеть в единую транспортную систему. Дальнейшие планы развития городской транспортной сети предусматривают возможное строительство метро от верхней станции «Кармелита» через перекрёсток Хорев к Хайфскому университету (план, стоимость которого представляется слишком высокой для успешной реализации) либо прокладку дополнительного участка путей, который соединит «Кармелит» со станцией железной дороги в Нижнем городе.
«Кармелит» всё ещё остаётся единственным средством общественного транспорта в Хайфе, поездка на котором из Нижнего города до Кармеля занимает менее десяти минут (на автобусе такой путь меньше 35—45 минут занять не может). Кроме того, «Кармелит» не зависит от автомобильных пробок, которые каждое утро практически парализуют движение на Адаре. Поэтому регулярные поездки на «Кармелите» выгодны, если надо добираться от одного места, близкого к станции, до другого, тоже близкого к станции. В 2010 году местным изданием «Ахбар а-Ир Хайфа» была начата кампания по популяризации «Кармелита» среди пассажиров. Акцент делается на факт, что расстояние, занимающее у рейсовых автобусов компании «Эгед» полчаса, «Кармелит» проходит за семь минут. Обращается также внимание на бо́льшую экологичность подземного фуникулёра.

## Станции
Отделка всех станций «Кармелита» произведена многоцветной керамической плиткой; название станции пишется на трёх языках (иврите, арабском и английском) на чёрных пластинах под потолком с обеих сторон. Вход в поезд всегда производится с платформы, расположенной с восточной стороны станции (с правой, если смотреть от станции «Мерказ а-Кармель», или с левой, если смотреть от станции «Нижний город»), выход — всегда с западной; исключение составляют станции «Голомб» и «Массада», где вход и выход производятся с одной и той же (западной) платформы.
На станциях установлены электронные информационные табло (такое табло хорошо видно на фотографии интерьера станции), они подвешены прямо над путями поезда; в отличие от информационных табло в московском метро, они показывают не только текущее время и интервал до следующего поезда, но и прогноз погоды, короткие сводки новостей и напоминания о безопасном поведении в «Кармелите». На каждой платформе каждой станции есть система связи с диспетчерской.
Станции оснащены эскалаторами, но эскалаторы работают только на подъём; спускаться к станциям приходится своими силами.

### «Мерказ ха-Кармель»
«Мерказ ха-Кармель» («Центр Кармеля», ивр. מרכז הכרמל‎, ранее «Ган ха-Эм», ивр. גן האם‎ — «Парк Матери») — конечная станция «подземки». Расположена в районе Кармель, напротив входа в хайфский зоопарк и небоскрёба гостиницы «Дан Панорама». На лестницах, ведущих к станции, в качестве украшений расположены экспонаты Музея науки и технологий и Археологического музея и фотографии, рассказывающие о прошлом «Кармелита». На станции установлен разменный автомат по обмену денежных купюр на монеты.
На станцию ведут два входа, для одного из них (западного) построен маленький наземный вестибюль. В этом вестибюле расположен также ресторан «Динраш» и общественный туалет. Это одна из двух станций «Кармелита», у которых вообще есть хоть какой-то наземный вестибюль. Второй (восточный) вход на станцию расположен через дорогу и являет собой просто прикрытый навесом вход на лестницу. Станция используется также как подземный переход.
В непосредственной близости от станции находятся:
- Хайфский зоопарк;
- Археологический музей и биологический институт (на территории зоопарка)[33];
- Парк «Ган ха-Эм» с детской игровой площадкой;
- Торговый центр «Панорама»;
- Гостиницы Crown Plaza, «Дан Панорама», «Дан Кармель», «Ноф», «Вилла Кармель», «Бейт Шалом»[34];
- Бульвар Луи с обзорными площадками, выходящими на Хайфский залив;
- Бахайские террасные сады;
- Концертный зал «Аудиториум»;
- Музей японского искусства Тикотина;
- Музей Мане Каца.

### «Бейт Холим Бней-Цион»
С 2003 по 2018 год носила название в честь медицинского центра «Бней-Цион» (ивр. בני ציון‎ — «Сыны Сиона»), рядом с которым находится, с 2018 по 2024 год называлась «Голомб» — по названию улицы, на которой расположен вход на станцию. Улица носит имя основателя «Хаганы» Элияху Голомба.
В непосредственной близости от станции находятся:
- Медицинский центр «Бней-Цион»
- Бахайские террасные сады

### «Массада»
Названа по названию улицы, на которой расположен вход на станцию. Сама улица получила своё название от крепости Массада (ивр. מסדה, מצדה‎). У станции один вход. Станция украшена изображениями и мозаиками в древнееврейском стиле, копирующими декоративные элементы, обнаруженные археологами в развалинах крепости Массада.
В непосредственной близости от станции находятся:
- Национальный музей науки, технологии и космонавтики
- Театр Хайфы
- Пешеходный бульвар Нордау
- Бахайские сады

### «Ха-Невиим»
- Западный вход на станцию «А-Невиим»
- Восточный вход на станцию «А-Невиим»

Станция «Ха-Невии́м» (ивр. הנביאים‎ — «Пророки») расположена в самом центре района «Адар». Название станции происходит от улицы, на которую выходят оба её выхода — по обе стороны ул. ха-Невиим. У станции нет наземных вестибюлей, только прикрытые от дождя входы на лестницы, ведущие на станцию. На этой станции есть общественный туалет. Станция используется как подземный переход под улицей ха-Невиим, но значение станции как подземного перехода крайне невелико за счёт близкого расположения удобного пешеходного перехода на перекрёстке ул. ха-Невиим и ул. Герцля.
В непосредственной близости от станции находятся:
- Хайфский музей
- Центральный торговый район города

### «Адар-Муниципалитет»
- Платформы станции «Адар-Муниципалитет»
- «Мигдаль ха-Невиим», вход на станцию «Адар-Муниципалитет» — на подземном этаже
- Вход на станцию «Адар-Муниципалитет» из «Мигдаль ха-Невиим»
- Восточный вход на станцию «Адар-Муниципалитет»

Вторая снизу станция «Кармелита» носила название по имени строительной компании «Солель-Боне» — «Прокладываем и строим»), главное здание которой находится в непосредственной близости от этой станции «Кармелита». С 2018 года названа «Адар-Муниципалитет» (ивр. הדר-עירייה‎), по району Адар, в котором находится.
На станцию ведут два входа — западный находится на «минус первом» этаже в показанном на фото торговом центре «Мигдаль ха-Невиим» (ивр. מגדל הנביאים‎ — «Башня ха-Невиим»), восточный — на другой стороне перекрёстка перед торговым центром, рядом с хайфским отделением израильского объединения авто- и мотоспорта «Мемси». У станции нет какого-либо наземного вестибюля; два тоннеля (от «Мигдаль ха-Невиим» и от второго входа) соединяются под перекрёстком, где и располагается сам спуск вниз, на станцию. Станция оформлена в строгом, функциональном стиле.
В непосредственной близости от станции находятся:
- Район Вади-Ниснас
- Торгово-развлекательный центр «Мигдаль ха-Невиим»
- Смотровые площадки, обращённые на Хайфский залив
- Публичный сквер «Парк Независимости» (ивр. גן העצמאות‎, «Ган ха-Ацмаут»)
- Здание мэрии Хайфы
- Хайфское отделение службы государственного контролёра[36].

### «Нижний город»
«Нижний город» («Ир Тахти́т», ивр. עיר תחתית‎, ранее «Кика́р Пари́з», ивр. כיכר פריז‎ — «Парижская площадь») — конечная станция «Кармелита». Расположена в районе «Нижний город». Ещё со времён османского владычества в Палестине площадь, которая тогда называлась «Кикар Хамра» («Извозная площадь»), была важнейшим транспортным узлом Хайфы. На ней располагался единственный в Хайфе автовокзал; вблизи площади находились пассажирский терминал Хайфского порта — главных морских ворот Израиля — и центральная железнодорожная станция Хайфы. Понятно поэтому, что новый вид общественного транспорта ради удобства пассажиров обязан был проходить где-то неподалёку. В процессе строительства «Кармелита» площадь сменила название с «Кикар Хамра» на «Кикар Париз» в честь французской компании «Донкеркуаз», которая вела работы по строительству фуникулёра.
Однако с течением времени расклад транспортных артерий в городе менялся. В связи со строительством нового автовокзала в районе «Бат-Галим» от Парижской площади были оттянуты маршруты внутригородских и междугородных автобусов; развитие авиаперевозок свело к минимуму функционирование пассажирского терминала Хайфского порта; строительство новых, более современных станций уменьшило пассажиропоток через Центральную железнодорожную станцию Хайфы. Таким образом, количество пассажиров в «Кармелите» сильно уменьшилось, и, если бы не перенос правительственных учреждений в Нижний город, станция могла бы вообще практически обезлюдеть.
Станция «Нижний город» — вторая из двух станций «Кармелита», которая имеет наземный вестибюль. У станции один выход, находящийся в самом центре Парижской площади. Эта станция также имеет общественный туалет; правда, в отличие от других двух станций, оборудованных туалетами («Ха-Невиим» и «Мерказ ха-Кармель»), туалет находится не внутри самой станции, а на выходе на площадь, с левой стороны. Стены станции украшены фотографиями, рассказывающими историю «Кармелита». На станции установлен аппарат по обмену денежных купюр достоинством 20 и 50 шекелей.
Неподалёку от станции находятся:
- Правительственный комплекс «Кирьят-Рабин»
- Центральная железнодорожная станция Хайфы «Хайфа Мерказ ха-Шмона»
- Пассажирский терминал Хайфского порта
- Железнодорожный музей Израиля[англ.]

## Время работы
Поезда ходят раз в 10 минут. Общее время движения поезда между конечными станциями — около восьми минут.
| День недели                 | Открытие                | Закрытие |
| --------------------------- | ----------------------- | -------- |
| Воскресенье — четверг       | 6:00                    | 24:00    |
| Пятница, канун праздника    | 6:00                    | 15:00    |
| Исход субботы или праздника | 19:00 летом 20:00 зимой | 24:00    |

## Оплата проезда
Проход на платформы «Кармелита» требует покупки билета. Билеты покупаются только в специальных автоматах (по 2—3 на каждой станции), касс в «Кармелите» нет, однако дежурный по станции поможет приобрести билет, если с этим возникнут какие-либо затруднения. Автоматы представляют собой трёхъязычные компьютеры, печатающие билеты на месте; информационные сообщения выводятся на экран на иврите (язык по умолчанию), арабском или английском.
Современный билет «Кармелита» представляет собой картонный прямоугольник с надписями, отпечатанными магнитными чернилами чёрного цвета. На билете написано, сколько этот билет стоит, кто может им пользоваться (взрослый / подросток / пенсионер), QR-код для считывания турникетом, а также проставлена дата продажи. Дополнительная информация содержит сведения о дате продажи и о станции, на которой был продан билет. Сведения о продажах билетов и о проходе людей через турникеты поступают в центральный компьютер, который на основании этих данных регулирует интервал движения поездов. Стоимость проезда равна стоимости проезда на внутригородском автобусе, регулируемой законом, и в 2022 году составляет 5,5 шекелей. Существуют проездные (дневные и месячные) билеты, которые могут быть записаны только на карту «Рав-кав». Для пенсионеров и детей в возрасте до 18 лет действуют скидки: разовый билет для пенсионера стоит на 50 % меньше обычного..
Принимается к оплате карта «Рав-кав», на которую могут быть внесён денежный баланс или записаны разовые билеты, дневные и месячные контракты. Разовый билет, записанный на карту, даёт право бесплатной пересадки в течение 1,5 часов на автобусы, если пункт назначения пассажира находится не дальше 15 километров от точки первой валидации, а также можно пересесть и в обратном порядке — с автобуса на Кармелит. Допускается также повторный бесплатный вход в Кармелит в течение 90 минут. В любом случае при каждой пересадке необходимо валидировать карту «Рав-кав». Кроме того, принимается оплата через ряд приложений для смартфона, например Moovit, в которое необходимо ввести данные кредитной карты, с которой 25го числа каждого месяца будет списываться суммарная оплата за месяц. При оплате через приложение также доступны бесплатные пересадки, описанные выше. Для прохода следует активировать в приложении новую поездку, выбрать вид транспорта, открыть подтверждение поездки в виде QR кода и просканировать его на турникете.
Все льготы предоставляются при оплате либо персональным «Рав-кавом» с фотографией, который оформляется в специальных офисах или на сайте ravkavonline.co.il; либо при оплате приложением, через которое предварительно отсылаются подтверждающие право на льготу документы.
При покупке картонного билета не предоставляется бесплатная пересадка или повторный вход по тому же билету.
На конечных станциях выход из поезда и вход в него производятся с разных сторон поезда, причём при прибытии на конечную станцию машинист проверяет, что все пассажиры вышли, а турникеты установлены на входе на платформу.

## Технические характеристики
- Количество линий — 1.
- Количество станций — 6.
- Количество обслуживающих депо — 1 (на станции «Нижний город»).
- Количество поездов на линии — 2 поезда по 2 вагона в каждом.
- В резерве (в депо) постоянно находится — 1 поезд, состоящий из 2 вагонов.
- Принцип работы — подземный фуникулёр. Оба поезда приводятся в движение тросами, приводимыми в движение специальными валами на верхней станции. Поезда не могут двигаться независимо друг от друга.
- Тяговый трос — диаметр 53 мм, натяжение разрыва 175 тонн[6].
- Диаметр тягового вала — 5,5 метров[6].
- Время следования поезда по линии — 6—8 минут[41].
- Стоянка на промежуточных станциях — примерно 10 секунд.
- Стоянка на конечных станциях — между одной и двумя минутами.
- Время движения между станциями — примерно 45 секунд.

Среднее расстояние между станциями в Московском метрополитене — 1800 метров; это длина всей линии «Кармелита», не включая станции. Среднее расстояние между станциями в других метрополитенах — примерно 600–900 метров; это в 2–3 раза больше, чем расстояние между станциями «Кармелита».
- Длина туннеля:
  - 2000 метров — включая станции[6].
  - 1803 метра — не включая станции[6].
- Максимальная ширина туннеля — 3 м 30 см[44], в месте разъезда — 6 м 60 см.
- Максимальная высота туннеля — 4 м 21 см[44].
- Перепад высот:
  - между конечными станциями — 274 метра.
  - между концами туннеля — 268 метров[44].
- Средний угол наклона туннеля — 8° к горизонтали[44].
- Максимальный угол наклона туннеля — 17,5° к горизонтали (30-процентный наклон на участке между Хадаром и Центральным Кармелем)[11].

Длина поезда Московского метрополитена — 155 метров. Это в 5 раз больше, чем длина поезда «Кармелита».
Самая глубокая станция Московского метрополитена — «Парк Победы» — находится на глубине 84 метра под поверхностью земли. Это в 5 раз глубже, чем средняя глубина залегания станций «Кармелита».
- Средняя глубина залегания пассажирских платформ под уровнем земли — 16 метров[6].
- Глубина прохождения туннеля под поверхностью земли — от 5 до 30 метров[46].
- Наивысшая скорость поезда — 28 км/ч[44].
- Тип колеи — европейская железнодорожная.
- Всего вагонов на линии — 4[44].
- Длина поезда (2 вагона) — 33 метра[44].
- Вес каждого вагона — 40 тонн[44].
- Особые характеристики вагонов:
  - В вагонах установлены камеры видеонаблюдения, сигнал от которых поступает на мониторы в кабине машиниста и в контрольной комнате.
  - Вагоны кондиционированы.
  - Сидячие места в вагонах развёрнуты перпендикулярно ходу поезда, а не параллельно вагону, как это сделано, например, в московском метро.
- Вместимость каждого поезда (2 вагона) — 400 человек: 100 сидячих мест и 300 стоячих[44]. Часть сидений (около дверей) сделаны откидными.
- Пассажиропоток — 1,2 млн человек в год (2022 год)[30]. Это положительная динамика с 600 тысяч человек в год (2011 год)[47]. Уменьшение c 800 тысяч человек в год в 2006 году. Примерно 2500 человек в день, то есть примерно 10 человек на каждом поезде. Однако официальные данные не учитывают, что из-за особенностей системы оплаты и контроля, на «Кармелите» многие ездят по билетам для пенсионеров (за полцены) или вовсе без билета[48]. Поэтому фактическая наполняемость вагонов заметно выше.
- Управление линией — компьютеризированное, централизованное, из диспетчерской, находящейся на станции «Мерказ а-Кармель». В каждом поезде присутствует машинист, осуществляющий местный контроль, но не ведущий поезд.
- Производство вагонов и установка транспортной системы — швейцарская компания Von Roll[нем.] (1992; в 1996 году куплена австрийской Doppelmayr Garaventa Group).
- Обеспечение безопасности:
  - все станции и оба поезда находятся под постоянным видеонаблюдением;
  - охранники на входе в станции досматривают пассажиров и багаж;
  - в вагонах и на станциях есть средства экстренной связи с машинистом и с диспетчерской;
  - после каждого рейса машинист осматривает вагоны в поисках бесхозных вещей (потенциальных мин);
  - машинисты поезда имеют лицензию на ношение оружия.